# Kinda kommun
57°59′21″N 15°37′38″Ø / 57.98917°N 15.62722°Ø
Kinda kommune ligger i den sydlige del af det svenske län Östergötlands län. Kommunens administrationscenter ligger i byen Kisa.
Kinda kanal går gennem kommunen på vej fra søen Roxen forbi Rimforsa til søen Åsunden.
Inden Axel Oxenstiernas inddeling af de svenske län var området en del af Kinda i Smålanden, i dag Småland.

## Byer
Kinda kommune har tre byer.
I tabellen opgives antal indbyggere per 31. december 2005.
| #  | By       | Indbyggere |
| -- | -------- | ---------- |
| 1. | Kisa     | 3.697      |
| 2. | Rimforsa | 2.181      |
| 3. | Horn     | 547        |

## Eksterne kilder og henvisninger
1. ↑  ”Kommunarealer den 1 januari 2012” (Excel). Statistiska centralbyrån. Læst 15. marts 2012.

- Kinda kommunes officielle hjemmeside